# Louveira
Louveira est une municipalité brésilienne de l'État de São Paulo et la Microrégion de Jundiaí.

## Démographie
| Évolution de la population (municipalité) | Évolution de la population (municipalité) | Évolution de la population (municipalité) | Évolution de la population (municipalité) |
| Année                                     | Population                                |                                           | %±                                        |
| ----------------------------------------- | ----------------------------------------- | ----------------------------------------- | ----------------------------------------- |
| 1970                                      | 6 430                                     |                                           | —                                         |
| 1980                                      | 10 322                                    |                                           | 60,5%                                     |
| 1991                                      | 16 259                                    |                                           | 57,5%                                     |
| 2000                                      | 23 903                                    |                                           | 47,0%                                     |
| 2010                                      | 37 125                                    |                                           | 55,3%                                     |
| 2022                                      | 51 847                                    |                                           | 39,7%                                     |
| ,                                         |                                           |                                           |                                           |